# Hala Gwardii im. Jerzego Klempela w Opolu

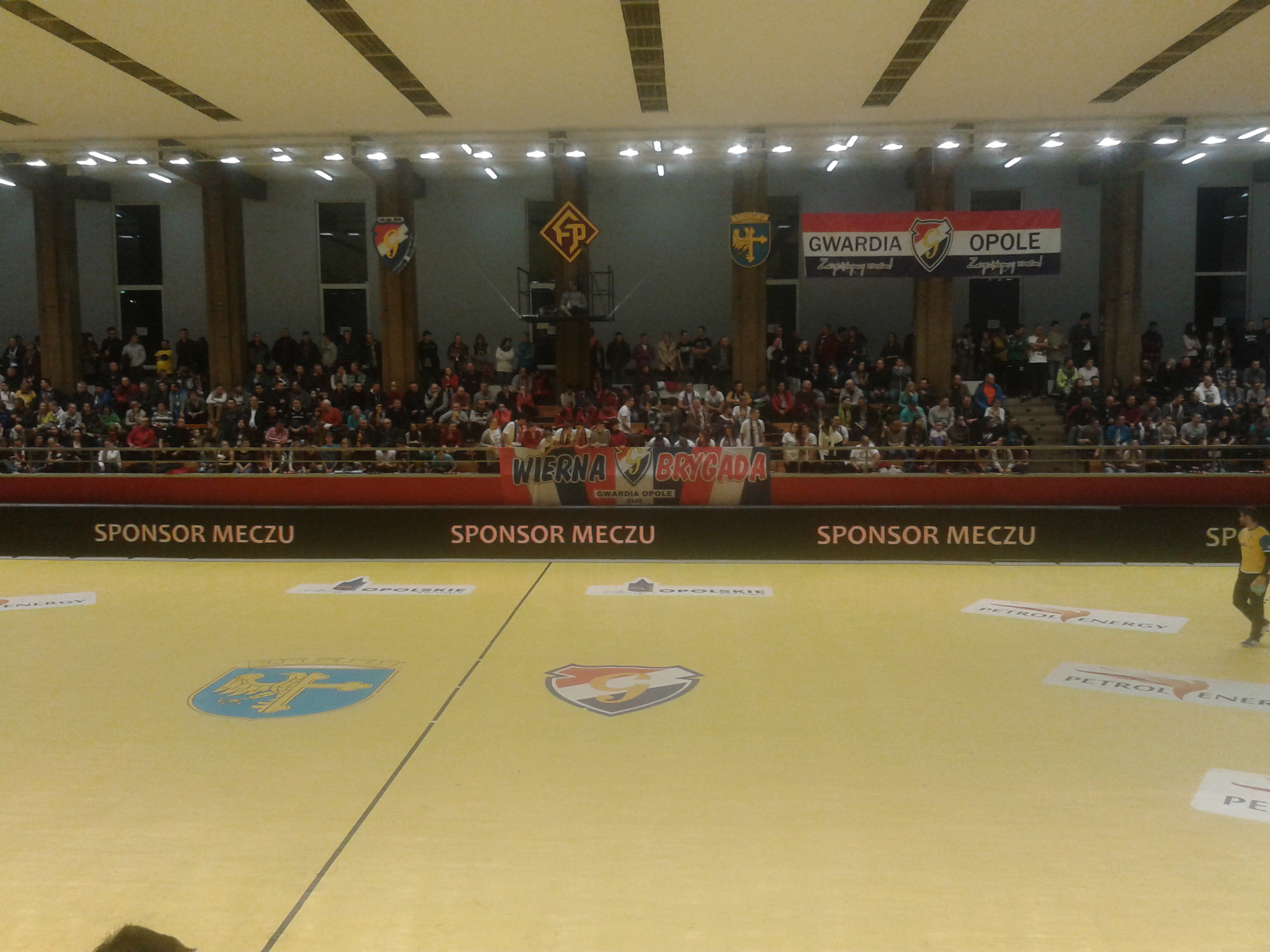
Trybuna hali podczas meczu

Hala Gwardii im. Jerzego Klempela w Opolu – hala widowiskowo-sportowa w Opolu, na którym domowe mecze do 2017 roku rozgrywał zespół piłki ręcznej mężczyzn Gwardia Opole.

## Opis obiektu
Hala Gwardia została oddana do użytku w 1975 roku i do 2011 roku była własnością Gwardii Opole. Klub początkowo chciał przekazać halę miastu, co sugerowali również radni miasta Opola, ale władze miasta odrzuciły propozycję klubu. W hali mogą być organizowane imprezy masowe dla 1500 osób, choć w każdym miesiącu kompleks odwiedza 2000 osób. Oprócz meczów ligowych Gwardii odbywają się również memoriały znanych osób związanych z Gwardią Opole: Zbigniewa Czekaja, Jerzego Klempela, koncerty, targi, inne zawody sportowe m.in.: Puchar Polski w judo, mecze drużyn futsalowych: Football Sport Opole i Sąsiedzi Opole.
W 2013 roku z okazji awansu zawodników Gwardii Opole do ekstraklasy właściciele obiektu postanowili zmodernizować obiekt poprzez m.in. zwiększenie oświetlenia z 900 do 2200, odmalowanie parkietu na żółto-niebieski.
18 maja 2013 roku podczas hala została nazwana imieniem Jerzego Klempela - znanego polskiego szczypiornisty, wychowanka Gwardii Opole przy okazji odsłaniając tablicę pamiątkową na murze hali podczas IX Memoriału Jerzego Klempela.

## Dane obiektu
- Nazwa: Hala Gwardia im. Jerzego Klempela
- Adres:  ul. Kowalska 2, 45-590 Opole
- Pojemność: 2000
- Oświetlenie: 2200 luksów
- Strona www: http://www.halagwardia.pl/
- Zaplecze hali:
  - Dom sportowca
  - Parking

## Najpopularniejsze wydarzenia
- 11 marca 2009: Program Grassroots - program UEFA dotyczący szkolenia dla nauczycieli i trenerów piłki nożnej[4]
- 29 stycznia 2010: Heimatowe Szlagiery - koncert na rzecz Stowarzyszenia Wigilia dla Samotnych i Bezdomnych[5]
- 14 października 2011: O'Field Festival[6]
- domowe mecze Gwardii Opole
- Puchar Polski w judo
- Memoriał im. Jerzego Klempela
- Międzynarodowy Turniej im. Z.Czekaja[7]
- Targi Spożywcze